# Fundació Centro de Estudios Políticos y Sociales
La Fundació Centro de Estudios Políticos y Sociales (CEPS) és una organització política espanyola, no adscrita a cap partit, d'ideologia anticapitalista. Una de les seves activitats més destacades és proporcionar consultoria política, jurídica i econòmica a forces i governs progressistes d'Amèrica Llatina. A data de 2014, alguns dels clients d'aquesta Fundació han estat els governs de la Comunitat Valenciana, Espanya i Veneçuela.
Amb la irrupció en 2014 de Podem en el panorama polític espanyol, la Fundació CEPS va saltar als mitjans de comunicació perquè alguns membres del seu consell executiu eren dirigents d'aquest partit (Pablo Iglesias, Íñigo Errejón o Luis Alegre entre altres). Els mitjans també van destacar que, des de 2002, la Fundació CEPS havia rebut almenys 3,7 milions d'euros del Govern d'Hugo Chávez.